# ファーイ・デッラ・パガネッラ
ファーイ・デッラ・パガネッラ（イタリア語: Fai della Paganella）は、イタリア共和国トレンティーノ＝アルト・アディジェ州トレント自治県にある、人口約900人の基礎自治体（コムーネ）。

## 地理

### 位置・広がり
トレント自治県北部に位置するコムーネ。県都トレントから北北西へ12kmの距離にある。

#### 隣接コムーネ
隣接するコムーネは以下の通り。
- アンダロ
- カヴェダーゴ
- メッツォロンバルド
- スポルマッジョーレ
- テッレ・ダーディジェ (ザンバーナ)
- ヴァッレラーギ (テルラーゴ)

## 行政

### Comunita di valle
トレント自治県が設置した広域行政組織 Comunita di valle 「パガネッラ」 (it:Comunita della Paganella) （事務所所在地: アンダロ）に属する。